# Предоставление автокефалии Православной церкви в Америке

Митрополит Пимен (Извеков) вручает томос об автокефалии ПЦА епископу Феодосию (Лазору). 18 мая 1970 года

Предоставление автокефалии Православной церкви в Америке — предоставление Православной церкви в Америке (до 1967 года — Русской православной греко-кафолической церкви в Америке или Северо-Американской митрополии), которая с 1920-х годов де-факто управлялась самостоятельно, статуса поместной автокефальной церкви. Канонической территорией ПЦА становилась континентальная Северная Америка, исключая Мексику и включая Гавайские острова. Соответствующее решение Священного Синода Русской православной церкви принято 10 апреля 1970 года. В тот же день Патриархом Алексием I был подписан Томос об автокефалии. Таким образом, Московский Патриархат урегулировал для себя статус ПЦА, которую ранее считал расколом.
Статус новой американской церкви остался неопределённым. Константинопольский патриархат, располагавший наибольшим числом приходов в Северной Америке, не отрицая благодатности ПЦА, считать её автокефальной отказался. Православный восток занял сторону Константинополя, считая, что предоставление автокефалии принадлежит соборам, а не отдельным Церквам. Нерешённый вопрос о статусе ПЦА не препятствует её евхаристическому общению с другими церковными юрисдикциями в Америке.

## Предыстория
Начиная с 1794 года, когда на Аляску прибыли первые миссионеры из России, до 1921 года, года начала юрисдикционного разделения, Русская православная церковь объединила под своим священноначалием всех православных Америки, независимо от их национальности. И это признавалось всеми Поместными Церквами. Уже в начале XX века существовали предпосылки к образованию в Америке самостоятельной православной церкви. О возможности предоставления ей автокефалии писал архиепископ Алеутский и Северо-Американский Тихон (Беллавин). В результате Октябрьской революции 1917 года Северо-Американская епархия оказалась изолированной от центральной церковной власти на Родине. Русское православие в Америке разделилось на три ветви: Северо-Американскую митрополию, Русскую зарубежную церковь и Патриарший экзархат Северной и Южной Америки. Свои епархии в Западном Полушарии создали Константинопольская, Антиохийская, Сербская, Болгарская, Румынская православные церкви.
Северо-Американская митрополия считала себя основой для автокефальной церкви. Хотя митрополия и вела свою историю от русских православных миссионеров, с Русской православной церковью она отношений не имела и от русского наследия постепенно отходила. Идеей Северо-Американской митрополии было американское православие, которое со временем охватит весь континент, растворив в себе другие православные диаспоры. Такие устремления первоначально не признавались Московским Патриархатом. В 1950—1960-х годах представители последнего отзывались о Северо-Американской митрополии как о расколе. Сохранилось свидетельство, что глава ОВЦС архиепископ Никодим (Ротов) в 1961 году прямо сказал главе митрополии митрополиту Леонтию (Туркевичу), что считает его структуру раскольничьей. Однако в марте 1963 года стороны перешли к переговорам: делегацию Московской патриархии принял предстоятель Северо-Американской митрополии митрополит Леонтий (Туркевич), который изложил условия, необходимые для сближения. Другая встреча состоялась в Рочестере, штат Нью-Йорк, в 1964 году. По свидетельству протоиерея Александра Шмемана, именно там впервые прозвучало слово «автокефалия». Смерть митрополита Леонтия прервала переговоры. Сменивший его в 1965 году митрополит Ириней (Бекиш) называл клириков Московского патриархата коммунистическими агентами и запрещал своему духовенству сослужить с ними. В ответ Московский Патриархат периодически напоминал поместным церквам, что клир Северо-Американской митрополии подвергся запрещению и сослужение с ним невозможно. Мнение, что Северо-Американская митрополия является расколом, разделялось и клириками Патриаршего экзархата в Америке, которые настороженно отнеслись к подобным переговорам.
Стремление урегулировать каноническое Северо-Американской митрополии побудило митрополита Иринея в январе 1967 года обратиться к Патриарху Константинопольскому Афинагору и к главам других Поместных Церквей. Митрополит Ириней говорил о стремлении Северо-Американской митрополии к единству с мировым православием через участие в «Постоянной Конференции Православных канонических епископов». Митрополит Ириней выражал надежду, что вся Православная Церковь поддержит и благословит молодое американское православие. Константинопольская Патриархия при этом не считала Северо-Американскую митрополию расколом. Сослужения представителей Северо-Американской митрополии с клириками Константинопольской Церкви не были редкостью. Так, 6 мая 1967 года в епископской хиротонии клирика Северо-Американской митрополии архимандрита Феодосия (Лазора) с благословения главы Северо-Американской архиепископии Константиновского Патриархата архиепископа Иакова (Кукузиса) приняли участие два константинопольских архиерея — епископ Амфипольский Сила (Коскинас) и епископ Левкийский Марк (Липа). Участие этих иерархов в хиротонии вызвало протест Московской Патриархии, и Патриарх Афинагор был вынужден заявить, что проблему Северо-Американской митрополии должен решать Московский Патриархат. Но с конца 1960-х годов позиция Константинопольского патриархата поменялась. В 1968 году греки приняли официальную резолюцию за объединение православия в Америке под единым автономным Синодом, который должен быть подчинён Константинополю. В сентябре 1968 году об этом сообщил представителю Московской Патриархии протоиерей Иоанн Мейендорф. «Конвенция греческой архиепископии (в Афинах), — писал он, — приняла официальную резолюцию в пользу объединения Американского Православия под автономным Синодом, находящимся в К[онстантино]П[ольск]ой юрисдикции. Они с нами заигрывают, и <…> нам невозможно им давать отпор, пока, кроме них, у нас нет друзей». Подобная информация была и у митрополита Никодима (Ротова), который констатировал, что Константинополь планирует объединить все структуры, находящиеся в Америке, в единую Всеамериканскую Церковь. Эта информация побудила Московскую Патриархию начать срочно решать «американский вопрос».
В Москве реально взглянули на ситуацию и были вынуждены признать, что Северо-Американская митрополия ушла из ведения Русской Церкви навсегда. Надежды контролировать американское православие больше не было. Было понятно, что Северо-Американская митрополия всё равно получит канонический статус — если не от Москвы, то от Константинополя. Получение канонического статуса от греков отдалило бы Американскую Церковь от Москвы ещё больше и означало бы, что шанс влиять на новую автономную Церковь будет потерян. Наоборот, предоставление автокефалии Московским Патриархатом могло сделать Американскую Церковь союзницей с возможностью некоторого влияния на неё. Митрополит Никодим (Ротов) был уверен, что предоставление автокефалии Американской Церкви укрепит позиции Москвы по сравнению с Константинополем. Он тажке был убеждён, что Константинопольская Патриархия смирится с американской автокефалией, так как в последние годы Фанар старался сохранять хорошие отношения с Русской Церковью. Он считал, что Константинополь не имеет права претендовать на Америку, так как первыми принесли туда православие русские, а греки незаконно вторглись на чужую каноническую территорию. По словам митрополита Никодима: «Юридически и исторически Московский Патриархат имеет все права совершить этот акт, так как более 150 лет тому назад Русская Православная Церковь образовала свою епархию, которая до 1922 года включала в себя все православное население Северной Америки всех национальностей». Сторонником предоставление автокефалии Северо-Американской митрополии также был один из наиболее влиятельных и близких к советской номенклатуре архиереев — митрополит Киевский Филарет (Денисенко). Он считал, что нужно торопиться с предоставлением автокефалии, пока это не сделали греки.
Другой причиной для скорейшего решения американской проблемы называлась тяжёлая ситуация с американскими приходами, подчинявшимися Московской Патриархии. Эти приходы составляли Северо-Американский Экзархат и для московской церковной власти являлись обузой. По количеству приходов Экзархат был незначителен и в сравнении с Северо-Американской митрополией, и в сравнении с Русской Зарубежной Церковью. После хрущёвской антирелигиозной компании у Московской Патриархии не было возможности оказывать помощь своим зарубежным приходам, которые влачили нищенское существование. По свидетельству протоиерея Стефана Ляшевского, курс на упразднение Экзархата Московская Патриархия взяла ещё в 1958 году. В 1963 году было принято решение финансировать эти приходы за счёт общин, что вызвало большое недовольство прихожан и проходило с большим трудом. Патриарший экзарх Америки митрополит Иоанн (Вендланд) высказывался за избавление Московской Патриархии от американских приходов путём их передачи Американской Церкви, которая получит законный статус. Ситуация осложнялась кадровым кризисом. Московской Патриархии не доверяли ни православные американцы, ни русские эмигранты. А потому возможности выбрать ставленников у руководства Экзархата просто не было. Митрополит Никодим (Ротов) отмечал крайне низкий образовательный уровень духовенства Московской Патриархии в Америке, резко контрастировавшего с римо-католическим и протестантским клиром. Уровень московского духовенства в Америке, по оценке митрополита Никодима, был столь низким, что ниже были только украинские самосвяты-липковцы. По мнению главы ОВЦС, духовенство Экзархата действовало крайне неэффективно, а средства, поступающие патриархийным приходам из Москвы, не приносили пользы. Глава ОВЦС считал, что в дальнейшем существовании Экзархата нет смысла. Для связей с ООН и для экуменических контактов достаточно иметь представительство в Нью-Йорке при Никольском соборе, где можно держать какое угодно количество клириков. Это представительство не будет загружено мелочными приходскими заботами, зато сможет сосредоточиться на вопросах политических.

## Переговоры
Митрополиту Никодиму удалось убедить в своей правоте и Синод, и государственную администрацию. В течение 1968 года с московскими представителями постоянно контактировал протопресвитер Иоанн Мейендорф. Поначалу они безуспешно пытались добиться от руководства Северо-Американской митрополии некоего покаяния за разрыв в 1930-х годах, но протоиерей Иоанн Мейендорф на это не поддавался и даже напоминал, что время для соглашения может быть упущено, явно намекая на возможность получения канонического статуса от греков. В результате, вместо торжественного принятия из «раскола» Московской патриархии пришлось ограничиться восстановлением общения через дарование автокефалии. Обстоятельный разговор с представителями митрополии состоялся в июне 1968 года в кулуарах IV генеральной ассамблеи ВСЦ в Упсале. В сентябре того же года протопресвитер Иоанн Мейендорф и профессор С. С. Верховской обратились к митрополиту Никодиму с предложением провести неофициальную встречу в Женеве или Белграде, однако митрополит Никодим предложил провести собеседование в Нью-Йорке. В январе 1969 года между сторонами произошла встреча в нью-йоркском отеле, где остановился митрополит Никодим. 3 февраля 1969 года на встрече в митрополичьей резиденции в Сайоссете, штат Нью-Йорк, митрополит Никодим (Ротов) и епископ Северо-Американской митрополии Киприан (Борисевич) подписали документ, в соответствии с которым Московская Патриархия отказывалась от своей юрисдикции в Северной Америке, объявляла Северо-Американскую митрополию легальным наследником всех русских приходов и провозглашала её автокефалию. Из собственности Московская Патриархия сохраняла за собой Никольский кафедральный собор в Нью-Йорке. С этими условиями Собор Северо-Американской митрополии согласился в марте 1969 года, а Священный Синод Московского Патриархата — в июле 1969 года.
Официально переговоры начались в августе 1969 года. На первой встрече, прошедшей 24-25 августа в Женеве, московская делегация была вынуждена согласиться с автокефалией Северо-Американской митрополии. Стороны признали, что изначально церковное единство в Америке обеспечивалось Русской Церковью, принесшей на континент православие и объединявшей православных до 1922 года. Московский Патриархат по прежнему считал Америку своей канонической территорией. Юрисдикционный плюрализм, установившийся в Северной Америке после 1922 года, стороны признали противоречащим каноническому единству и допускавшимся лишь в порядке икономии. Теперь сложились условия для создания автокефальной Американской Церкви. Даровать таковую может только Московская Патриархия, а ядром будущей автокефалии должна стать Северо-Американская митрополия, поскольку она считает себя «происшедшей из корня Русской Церкви». Митрополит Никодим обещал урегулировать вопрос с другими Поместными Церквами. Автокефалию планировалось провозгласить в Свято-Тихоновском монастыре в Пенсильвании. Нерешённым оставался вопрос о приходах Московской Патриархии, которые не захотят вливаться в новую Поместную Церковь. Северо-Американская митрополия со своей стороны настаивала, чтобы ей была передана вся собственность Америке (за исключением подворья в Нью-Йорке), и опасалась что Московский экзархат в Америке всё равно останется, правда, под другим именем. Однако митрополит Никодим на это отвечал, что московские приходы в Америке — явление временное, что им пока «психологически трудно» войти в состав новой автокефальной Церкви. В результате было решено обсудить этот вопрос на следующей встрече. Не был решён вопрос с Японской православной церковью, которая подчинялась Северо-Американской митрополии и которую Москва хотела получить в своё подчинение в качестве автономии. Этот вопрос также был отложен.
Перспектива перехода в подчинение Северо-Американской митрополии не устраивала духовенство Московского Патриархата в Америке. Годы конфликтов, хозяйственных споров и изматывающих многозатратных перманентных судебных тяжб привели к глубокой взаимной неприязни между двумя церковными структурами. В своём докладе от 11 октября 1969 года Патриарший Экзарх в Северной и Южной Америке архиепископ Ионафан (Кополович) писал, что ему приходится опровергать слухи о том, что все приходы, за исключением Никольского собора в Нью-Йорке и имения в Пайн-Буш, перейдут в подчинение Северо-Американской митрополии. Описывая сложившуюся атмосферу в рядах духовенства, он отмечал, что «многие проявляют тревогу, особенно те, которые или слишком экспонировали себя в „борьбе“ с Митрополией, или же чувствуют, что там им не будет оказан радушный приём в силу неимения ими достаточных квалификаций или же по другим причинам. А таких, как Вам известно, у нас имеется довольно. Вот все эти и вопиют теперь, что неужели Патриархия, которой они, по их словам, „служили верой и правдой“ и за которую „жертвовались“, оставит их на произвол судьбы». Чтобы снизить градус напряжённости архиепископ Ионафан (Кополович) 23-24 октября провёл встречи со священниками восточных и центральных штатов. В рапорте от 29 октября на имя митрополита Никодима (Ротова) архиепископ Ионафан (Кополович) постарался отразить общую картину прошедших встреч. Одним из главных вопросов, поднимавшихся на них, был вопрос положения приходов в случае воссоединения. Духовенство, желающее остаться в ведении Московского патриархата, интересовало, какой статус будут иметь приходы после преобразования, «кем эти приходы будут возглавляться, как будет относиться к ним будущая автокефальная Церковь…»? В дополнение архиепископ Ионафан (Кополович) перечисляет те приходы, которые решили остаться в юрисдикции Русской православной церкви. Вместе с этим обсуждалась мера участия представителей Американского экзархата в переговорах с Митрополией. Предлагалось включить в процесс как духовных лиц, так и мирян.
Со своей стороны со всей серьёзностью к опасениям духовенства и верующих отнеслось руководство Митрополичьего округа. Сразу же после встречи экзарха с священнослужителями центральных и восточных штатов митрополит Ириней (Бекиш) направил викарию экзарха, епископу Филадельфийскому Алексию (ван дер Менсбрюгге) письмо, где официально заверил, что никто из Митрополии «не рассматривает будущую автокефалию, как победу одной группы клира и мирян над другой». Митрополит Ириней гарантировал, «что ни один священник, хорошо зарекомендовавший себя в Экзархате, не будет смещён или переведён со своего места в настоящее время, и что ни один приход не будет разрушен закрытием, или каким-либо другим путём не будет оказываться давление». 11 ноября 1969 года архиепископа Ионафана (Кополовича) посетили протоиерей Александр Шмеман и священник Кирилл Фотиев. На встрече обсуждался вопрос судебных споров между приходами двух юрисдикций. На замечания экзарха, что правовые претензии к приходам Московского патриархата могут «вызвать психологические осложнения, не говоря уже о других возможных последствиях», доверенные лица митрополита Иринея (Бекиша) пояснили, что административный центр Митрополии «не имеет ничего общего с судом». Более того, священники уверяли, что они узнали о процессе от представителей Экзархата, и, в случае целесообразности, готовы были дать «письменное заявление» об этом и повлиять на своих священников.
Следующая встреча между делегациями состоялась 28 ноября того же года в Токио. Удалось решить с приходами в Японии: Северо-Американская митрополия отказалась от Японской православной церкви, поскольку «юрисдикция Московского Патриархата является единственно законной и канонической юрисдикцией для Японского православия». Оставался вопрос о приходах Московского Патриархата в Америке. Было решено, что эти приходы останутся во временном подчинении Московской Патриархии и будут управляться одним из патриарших викариев. Под понятием «временно» обозначалось то время, определят сами приходы. Таким образом, приходы Московского Патриархата могли оставаться в Северной Америке навсегда. Митрополит Никодим пообещал, что Московская Патриархия не будет принимать священнослужителей без отпускных грамот и не будет разрешать своим американским клирикам, желающим уйти из ведения Московской Патриархии, переходить в какие-либо юрисдикции кроме Православной Церкви в Америке. Относительно приходов в Южной Америке было принято решение о сохранении status quo. 6 декабря 1969 года Северо-Американская митрополия обнародовала информацию о достигнутых договоренностях об автокефалии. Экзарх Московского Патриархата в Америке архиепископ Ионафан (Кополович) официально заявил, что Русская Церковь изначально была единственной Церковью в Америке, а образование других юрисдикций было лишь временным феноменом.
31 марта 1970 года митрополит Никодим (Ротов) от Московского Патриархата и митрополит Ириней (Бекиш) от Северо-Американской митрополии подписали соглашение, которое легло в основу единства. В тот же день Большой Собор архиереев Северо-Американской митрополии одобрил этот документ и уполномочил митрополита Иринея направить патриарху Алексию и Священному синоду Русской православной церкви обращение о желательности предоставления автокефалии Православной Церкви в Америке. Духовенству Американского экзархата удалось повлиять на процесс переговоров и внести корректировки в отдельные части конечных договорённостей. В итоговом Соглашении между Русской православной церковью и Северо-Американской митрополией, в частности, отмечалось: «Из представляемой автокефалии исключаются… все приходы Русской православной церкви в США, вместе с принадлежащей им собственностью, каковые пожелают остаться под властью и покровительством Московского патриархата… Приходы, остающиеся в юрисдикции Московского патриархата в США, образуют „Ставропигиальный округ Русской православной церкви в США“ и будут управляться святейшим патриархом Московским и всея Руси через посредство одного из его викарных епископов…». Документ стал основой для Томоса об автокефалии Православной Церкви в Америке.

## Снятие прещений и официальные мероприятия
9 апреля 1970 года Священный синод Русской православной церкви принял решение снять прещения с иерархов Северо-Американской митрополии, наложенные 12 декабря 1947 года, а Северо-Американская митрополия ради получения автокефалии согласилась считать те прещения в свой адрес законными. В постановлении Священного Синода говорилось: «Мы простираем руку общения к нашим братьям и объявляем их Преосвященными Архиереями, от Святой, Единосущной, Животворящей и Нераздельной Троицы благословенными вместе с принадлежащими к ним благоговейными клириками и благочестивыми мирянами, служителями верными и чадами Единой, Святой, Кафолической и Апостольской Церкви, свободными от прещений Церковной Власти Московского Патриархата и от всех последствий этих прещений». На том же заседании было одобрено стремление Северо-Американской митрополии к автокефалии.
10 апреля 1970 года на расширенном заседании Священного Синода Русской православной церкви на основании опроса всех правящих и викарных архиереев Московского Патриархата Северо-Американской митрополии была предоставлена автокефалия. В тот же день патриарх Алексий I подписал томос, в соответствии с которым Православная Церковь в Америке становилась автокефальной и получала все полагающиеся Поместной Церкви права. Томос повторял основные положения заключенного в марте 1970 года «Соглашения», при этом отдельно указывал на самостоятельное право Православной Церкви в Америке избирать своего предстоятеля и епископов без утверждения со стороны какой-либо Православной Церкви. Москва передавала «духовную и каноническую юрисдикцию над всеми епископами, клириками и мирянами восточно-православного исповедания». Границами новой Церкви становилась континентальная Северная Америка, исключая Мексику и включая Гавайские острова. Томос содержал и список приходов, пожелавших остаться в Московском Патриархате. Помимо Никольского собора в Нью-Йорке и недвижимого имущества в Пайн-Буш, это были 42 храма и 1 монастырь в США, а также «все приходы и клир в Канаде, входящие в настоящее время в епархию Эдмонтонско-Канадскую Московского Патриархата». Экзархат Московского Патриархата в Америке упразднялся, приходы в США и Канаде передавались под управление Патриарха Московского. Непосредственное руководство этими приходами передавалось двум архиереям (один в США и один в Канаде), не имеющим титулов Православной Церкви в Америке. Томос предполагал, что юрисдикция Московского Патриархата над приходами в США и Канаде устанавливается на временной основе «до тех пор, пока эти приходы не выразят официально своего желания присоединиться к Автокефальной Церкви».
18 мая 1970 года в зале заседаний Священного Синода Русской православной церкви в Москве был совершён акт вручения Патриаршего и Синодального Томоса об автокефалии Русской Православной Греко-Кафолической Церкви в Америке главе делегации этой Церкви епископу Ситкинскому и Аляскинскому Феодосию (Лазору) в присутствии членов Священного Синода, ряда архиереев Русской Православной Церкви и работников Синодальных отделов. От имени Русской православной церкви патриарший местоблюститель митрополит Крутицкий и Коломенский Пимен (Извеков) вручил Томос главе делегации ПЦА епископу Ситкинскому и Аляскинскому Феодосию (Лазору). Другими членами делегации ПЦА были протоиереи Даниил Губяк, Иоанн Негребецкий, Иоанн Сквир и Иоанн Туркевич; миряне: профессор Константин Каллаур и Стивен Копестонский. На церемонии также присутствовал посол США в Москве Джейкоб Бим. Патриарший Местоблюститель Митрополит Крутицкий и Коломенский Пимен (Извеков) и епископ Аляскинский Феодосий (Лазор) произнесли речи. Митрополит Ленинградский и Новгородский Никодим (Ротов), председатель Отдела внешних церковных сношений Московского Патриархата, огласил текст Послания, направленного Священным Синодом предстоятелю Православной Церкви в Америке митрополиту Северной и Южной Америки Иринею (Бекишу). «Эпоха духовного плодоношения», «новая и ответственная эпоха в истории домостроительства Божьего» — такими эпитетами Русская и Американская Церкви выражали свое отношение к свершившемуся событию. По завершении акта в патриаршем Крестовом храме в честь Владимирской иконы Божией Матери был совершён благодарственный молебен.
Дабы усилить вес и значение молодой автокефальной Церкви, было инициировано её вступление во Всемирный совет церквей и Национальный совет церквей Христа в США. С целью подчеркнуть достоинство Архиепископа Нью-Йоркского, Митрополита всей Америки и Канады Иринея как предстоятеля Поместной Церкви, Архиерейским синодом в июне 1970 года ему был усвоен титул «Блаженнейший». Поместные Церкви были официально уведомлены Москвой о случившемся только 22 июня того же года. Формально Православная Церковь в Америке стала считаться автокефальной лишь после ратификации томоса 20 октября 1970 года на 14-м Всеамериканском Соборе. На нём документ был принят большинством голосов (из 310 делегатов за предложенную резолюцию проголосовал 301 человек), после чего прошло торжественное богослужение во главе с митрополитом Иринеем (Бекишем).

## Реакция

### Константинопольский патриархат
8 января 1970 года Патриарх Константинопольский Афинагор направил Патриарху Московскому и всея Руси Алексию I письмо, в котором предостерегал от одностороннего решения и предлагал обсудить положение православия в Америке и порядок предоставления автокефалий на предстоящем Всеправославном соборе, в повестке которого была обозначена данная тема. Патриарх Афинагор утверждал, что «самовольные и односторонние провозглашения автокефалий» способны вызвать путаницу и иные пагубные последствия, оказавшись источником новых разделений и осложнений. Причём «осуществление рассматриваемого проекта может стать заговором против православного единства и согласованного межправославного сотрудничества в деле подготовки этого собора». Патриарх Афинагор просил Московскую патриархию остановить подписание томоса об автокефалии, предупреждая, что не признает данного акта и не внесёт новой поместной церкви в диптихи.
В переписке, возникшей между предстоятелями обеих Церквей уже после дарования автокефалии, ясно отразилась диаметрально противоположная экклезиологическая позиция относительно как самого понятия автокефалии, так и прав и положения Константинопольского Патриархата в мировом Православии. В письме митрополиту Пимену 24 июня 1970 года патриарх Афинагор вновь призвал РПЦ воздержаться «в дальнейшем от всякого действия» в вопросе автокефалии, указывая, что в противном случае Константинопольский престол будет рассматривать такое действие «как не бывшее». Также он указал, что с точки зрения Константинополя РПЦ оказалась за пределами своей юрисдикции, когда Россия продала США Аляску в 1867 году; что «окончательное и определённое высказывание по автокефалии принадлежит компетенции общего <…> Вселенского Собора, а не каждой из Поместных Православных Церквей», которой принадлежит право лишь принимать «первые прошения о независимости от заинтересованных»; что автокефалии всех «новейших» Церквей, нуждающихся в утверждении Вселенским Собором, по причине «временных обстоятельств» должны провозглашаться «при согласии и других Православных Церквей» Вселенским Патриархатом, «действующим в данном случае в силу особенности своей, как Матери и первой среди Поместных Православных Церквей, а также и центра внутреннего их единства и посредника между Церквами в нуждах их». Также, по мнению патриарха Афинагора, на момент провозглашения ПЦА Северо-Американская митрополия фактически уже не являлась составной частью Московского Патриархата и не имела к нему никакого «канонического отношения».

### Александрийский патриархат
4 декабря 1970 года Синод Александрийской Церкви осудил автокефальный статус ПЦА, как не имеющий исторического и канонического основания. Томос Московской Патриархии было решено считать не имеющим силы и никогда не провозглашённым. Вопрос о русской диаспоре в Америке, по мнению Патриарха Александрийского Николая, должен был решаться на Всеправославном соборе, а не единолично Русской Церковью. Патриарх Николай при этом не был сторонником возвышения Константинополя, отвергал его права на диаспору, а в 1970-е годы даже организовывал в Америке свою епархию и оказывал покровительство сербскому епископу Дионисию (Миливоевичу).

### Антиохийский патриархат
Антиохийский Патриархат старался затянуть ответ по вопросу как автокефалии Православной Церкви в Америке, так и автономии Православной Церкви Японии. По сообщению временно исполняющего обязанности представителя Московского Патриархата при Патриархе Антиохийском и всего Востока епископа Подольского Гермогена (Орехова), Патриарх Антиохийский и всего Востока Илия IV не имел в своём распоряжении окружного послания патриаршего Местоблюстителя митрополита Пимена от 22 июня 1970 года. Несмотря на то, что документы поступили в Канцелярию Антиохийской Патриархии, по восшествии Блаженнейшего Илии IV на патриарший престол они ему не передавались и, возможно, были утеряны. 20 мая 1971 года копии документов были вновь направлены Патриарху Илии IV письмом патриаршего Местоблюстителя митрополита Пимена. 22 июля 1971 года в письме патриарха Антиохийского и всего Востока Илия IV в адрес ПЦА выражалась «большая заинтересованность в том, чтобы в Америке была своя автокефальная Православная Церковь», однако, по мнению патриарха Илии IV, даровать её «после консультации и соглашения друг с другом могли только все поместные православные Церкви».
Однако Москва никаких писем по прежему не дожадалась, так как в Дамаске по-прежнему сообщали об отсутствии посланных из Москвы документов. Поэтому 25 октября 1971 года документы были переданы в третий раз, уже за подписью Патриарха Пимена. И лишь 6 декабря 1971 года в Москве было получено письмо с промежуточным ответом, в котором сообщалось, что вопрос об отношении Антиохийской Церкви к акту дарования американской автокефалии является предметом обсуждений в Синоде. Попытка отсрочить содержательный ответ была связана с желанием Патриарха Илии выступить посредником между Московским и Константинопольским Патриархатами в решении вопроса о Православной Церкви в Америке. По сообщению заместителя представителя Московского Патриархата при Патриархе Антиохийском и всего Востока, настоятеля Подворья Русской Церкви в Бейруте протоиерея И. Ильича, Патриарх Илия IV намеревался посетить в сентябре 1971 года Грецию, а после Советский Союз с целью выяснения позиций Церквей по проблеме американской автокефалии.

### Иерусалимский патриархат
17 марта 1971 года Патриарх Иерусалимский Венедикт заявил о непризнании новой автокефалии. По его словам, Русская Церковь нарушила канонический порядок, «согласно которому предоставление автокефалии является прерогативой всей Церкви». Более того, Москва проигнорировала простую вежливость в отношении других Церквей, не согласовав свои планы и не изложив аргументы в пользу автокефалии. «Святая Русская Церковь-сестра явно считает, что для провозглашения автокефалии какой-либо церкви требуется лишь достаточное число епископов для посвящения в сан других епископов и достаточное число верной паствы для обеспечения материальных нужд».
Иерусалимский патриарх при этом не был сторонником особых привилегий Константинополя и указывал, что архиепископ Константинопольский Иоанн Златоуст неканонично вмешался в дела провинций Фракии, Понта и Асии, снизил в должности экзархов и поставил вместо них других архиереев. Это было нарушением 3-го правила Второго вселенского собора, которое давало Константинопольскому архиепископу лишь почётное первенство в этих областях. И только Четвёртый вселенский собор 28-м правилом включил эти территории в юрисдикцию Константинополя. При этом местные церковные власти заявили, что соглашаются на это включение добровольно. В американском деле такой добровольности Патриарх Венедикт не увидел. Патриарх Венедикт также раскритиковал то, что после объявления автокефалии Москва сохранила за собой 43 прихода в США и приходы в Канаде. Таким образом, Американская автокефалия уподоблялась по мысли Патриарха Венедикта коммерческому соглашению, а Москва противоречила сама себе, одной рукой предоставляя части приходов автокефалию, а другой рукой сохраняя там собственную юрисдикцию. Вывод Патриарха Венедикта был однозначным: Иерусалимская Церковь «категорически осуждает антиканоническую, новую и самое себя лишающую законной силы автокефалию Русской Митрополии в Америке и считает её не существующей и никогда не провозглашённой, а также считает означенный Томос никогда не изданным». Решение по Америке, как и вопрос по диаспоре, Патриарх Венедикт предлагал решить на Всеправославном соборе.

### Русская зарубежная церковь
При митрополите Анастасии (Грибановском) отношения между РПЦЗ и Северо-Американской митрополией были далеки от открытой вражды, но уже в первые недели его первоиераршества митрополита Филарета (Вознесенского) стал иным. Поводом для недовольства стал отказ Северо-Американской митрополии признать канонизацию праведного Иоанна Кронштадтского, как совершённую «временной церковной единицей». В Северо-Американской митрополии считали, что воздать должное Иоанну Кронштадтскому, как и новомученикам, вправе только Московский Патриархат. Ещё одной претензией к Северо-Американской митрополии было то, том разрешали своим приходам служить по новому стилю. Выражением нового курса РПЦЗ стало решение не посылать своих представителей на погребение умершего в мае 1965 года предстоятеля Северо-Американской митрополии митрополита Леонтия (Туркевича). Контакты первоиерархов РПЦЗ и Северо-Американской митрополии становились эпизодичными и церковного характера уже не носили.
После того как Северо-Американская митрополия начала переговоры с Москвой, и без того непрочные связи порвались окончательно. Радикальные круги в РПЦЗ заявляли, что принимая автокефалию от «советской патриархии», Северо-Американская митрополия идёт на примирение с поработителями коммунистами. Последовали и официальные заявления. В июне 1969 года Архиерейский синод РПЦЗ высказался против того, чтобы Северо-Американская митрополия в некоторых актах уже именует себя «Поместной Церковью», и заявил, что автокефалию Американской Церкви можно дать лишь с согласия Церкви-Матери, однако она порабощена и высказаться не может. 31 декабря 1969 года последовало новое синодальное заявление, что акт об автокефалии будет ничтожным и восстановленная после освобождения Отечества Всероссийская Церковь его также не признает. Решение «американского» вопроса, как и другие деяния Московской Патриархии, в послании характеризовались более чем негативно, поскольку Патриархия ничего не предпринимает без разрешения государства, «на каждом её акте неизбежно лежит антихристова печать утверждения со стороны безбожной власти, особенно когда это касается заграничных дел». Зарубежный Синод не нашел убедительной ссылку на патриарха Тихона, который в начале XX века планировал создать в Америке независимую Церковь. Синод указывал, что в те времена на континенте ещё не было такого количества национальных епархий, а все приходы были подчинены Российской Церкви. В 1920-е годы положение изменилось: национальные приходы стали объединяться в отдельные епархии с подчинением своим Поместным Церквам. И применять к новой ситуации дореволюционные схемы невозможно. По мнению Синода РПЦЗ, Америка давно стала миссионерской территорией для нескольких Поместных Церквей, и давать автокефалию только одной национальной епархии будет беспрецедентным шагом. Синод указал, что особой американской практики церковного благочестия нет, яркий пример — отсутствие своих святых. Ещё одним аргументом РПЦЗ стало то, что в случае примирения с Московской Патриархией клир Северо-Американской митрополии будет вынужден контактировать с «агентами безбожной власти».
Хотя сослужения между структурами и без того были редкостью, 16 сентября 1971 года Архиерейский Собор РПЦЗ предписал как духовенству, так и мирянам не служить и не молиться с иерархией и клиром ПЦА. Основанием было названо то, что Московская Патриархия, даровавшая автокефалию, не являлась по мысли иерархов РПЦЗ подлинной преемницей Русской Церкви и выразительницей её голоса. Предоставление автокефалии было названо незаконным и недействительным. Мешали примирению и выступления полемистов с обеих сторон, не скупившихся на оскорбления. «Американцы» и «зарубежники» были теперь слишком разными, и попытки наладить отношения не удавались даже при личных симпатиях. Недоброжелательные отношения между Церквами установились на долгие десятилетия.
Предпосылки к восстановлению евхаристического общения появились лишь с подписанием Акта о каноническом общении между РПЦЗ и Московским Патриархатом в мае 2007 года. В мае 2009 года Архиерейский Синод РПЦЗ образовал комиссию по диалогу с Православной Церковью в Америке «для совместного изучения истоков разделения между Русской Зарубежной Церковью и бывшей Американской Митрополией», председателем которой стал епископ Мэйфильдский Георгий (Шейфер). Итогом работы этой комиссии стало первое в истории сослужение Предостоятелей ПЦА и РПЦЗ, состоявшееся 24 мая 2011 года в Соборе Святителя Николая в Нью-Йорке. С тех пор в храмах обеих Церквей начали регулярно совершаться совместные богослужения.

### Признание автокефалии
Одной из первых автокефалию ПЦА признала Грузинская православная церковь. Официальные заявления о признании автокефалии ПЦА были получены также от Православной Церкви Чешских земель и Словакии (26 апреля 1970), Болгарской православной церкви (7 июля 1970), Польской православной церкви (14 июля 1970). 9 июля поздравительное письмо митрополиту Иринею направил предстоятель Финляндской православной церкви (в юрисдикции Константинопольского Патриархата) архиепископ Павел (Олмари).